# Hanna Sola
Hanna Sola (belarussisch Га́нна Со́ла, * 16. Februar 1996 in Schumilina) ist eine belarussische Biathletin. Sie gewann bei den Weltmeisterschaften 2021 eine Bronzemedaille im Sprint und feierte im Dezember 2021 ihren ersten Weltcupsieg.

## Karriere
Sola debütierte mit 17 Jahren im IBU-Cup, der zweithöchsten Wettkampfserie im internationalen Biathlon. Zu Beginn der Saison 2014/15 erreichte sie in Beitostølen als Sprintvierte dort zum ersten Mal die Top Ten. Im folgenden Winter fand sie regelmäßig Berücksichtigung im belarussischen Weltcupteam. Bei ihrem ersten Weltcuprennen in Östersund im November 2015 belegte sie Rang 37 und holte damit ihre ersten vier Weltcuppunkte. Als Staffelläuferin wurde sie zweimal Siebte mit dem belarussischen Frauenteam. 2016 wurde sie für die Weltmeisterschaften in Oslo nominiert und platzierte sich bei ihrem einzigen Einsatz im Sprint auf dem 77. Rang. Während dieser Jahre war Sola auch im Jugend- und Juniorenbereich startberechtigt und gewann mit der Staffel um Dsinara Alimbekawa und Darja Blaschko bei der Heim-WM 2015 in Minsk-Raubitschy den Titel der Jugendweltmeisterin.
Von 2016 bis 2018 wurde Sola ausschließlich im IBU-Cup eingesetzt und erhielt erst mit der Neustrukturierung des belarussischen Teams nach den Olympischen Winterspielen 2018 – und den Rücktritten von Darja Domratschawa und Nadseja Skardsina – wieder einen Platz in der Weltcupmannschaft. Im Winter 2018/19 war ein 34. Platz ihr bestes Weltcup-Einzelresultat, während sie mit der Staffel in drei Rennen unter die ersten Zehn kam und zudem mit der Mixed-Staffel die Bronzemedaille bei den Europameisterschaften 2019 gewann. Im Januar 2020 blieb Sola beim Sprint in Ruhpolding zum ersten Mal in einem Weltcuprennen ohne Fehlschuss und erreichte mit dem vierten Platz das beste Ergebnis einer belarussischen Biathletin in diesem Winter.
Unter Anleitung des neuen belarussischen Cheftrainers Reinhard Gösweiner verbesserte Sola in den folgenden Jahren insbesondere ihre Laufzeiten deutlich: Sowohl 2020/21 als auch 2021/22 zählte sie über die gesamte Saison gesehen zu den zehn schnellsten Biathletinnen im Weltcup. Als Gründe für ihre verbesserten Leistungen nannte sie in einem Interview im Frühjahr 2021 unter anderem die größere Rolle von Kraftübungen im Training und einen Gewichtsverlust von einigen Kilogramm. Bei den Biathlon-Weltmeisterschaften 2021 auf der slowenischen Pokljuka gewann Sola im Sprint hinter Tiril Eckhoff und Anaïs Chevalier-Bouchet die Bronzemedaille und erreichte damit ihr bis dahin bestes Einzelergebnis auf internationaler Ebene. Ihren ersten Weltcupsieg feierte sie im Dezember 2021 beim Sprint in Hochfilzen, den sie ohne Schießfehler und mit einem Vorsprung von 46,8 Sekunden auf Justine Braisaz-Bouchet für sich entschied. Insgesamt stand Sola zwischen Januar 2021 und Januar 2022 in sechs Einzelrennen und vier Staffelrennen auf dem Weltcuppodest. Bei den Olympischen Winterspielen 2022 in Peking belegte sie als bestes Resultat einen vierten Rang in der Verfolgung. Nach dem Ausschluss der russischen und belarussischen Biathleten aus dem Weltcup als Folge des russischen Überfalls auf die Ukraine trat Sola Ende März 2022 bei den russischen Meisterschaften in Tjumen an. Dort gewann sie mit Iryna Leschtschanka, Mikita Labastau und Dsmitryj Lasouski den Wettkampf in der Mixed-Staffel.
Im Winter 2022/23 legte Sola wegen der Geburt ihrer Tochter im Dezember 2022 eine Wettkampfpause ein. In der folgenden Saison startete sie – weiterhin von Wettkämpfen der Internationalen Biathlon-Union ausgeschlossen – im Commonwealth Cup gegen russische und belarussische Konkurrenz und entschied dort einen Massenstart in Minsk-Raubitschy für sich. Außerdem siegte sie im Verfolgungsrennen bei den russischen Meisterschaften im März 2024. Als Belarussin wurde Sola nicht mit dem russischen Meistertitel ausgezeichnet, diesen erhielt die zweitplatzierte Polina Schewnina.

## Persönliches
Auf der Seite athletes.by wurde im Januar 2021 ein von mehreren tausend belarussischen Sportlern unterschriebener offener Brief veröffentlicht, der vor dem Hintergrund der andauernden Proteste in dem Land Stellung für die Regierung bezog. Sola war das einzige Mitglied des belarussischen Biathlonteams, das den Brief nicht unterschrieb. Das Webportal Tut.by schrieb im Frühjahr 2021, Sola habe dafür viele positive Rückmeldungen auf Instagram erhalten und sei zu einem Publikumsliebling geworden. Die Sportlerin begründete ihre Nicht-Unterzeichnung des regierungsfreundlichen Briefes im Interview mit Tut.by damit, dass sie Sport und Politik trennen wolle. Sie sehe ihre Haltung nicht als politisch.
Im Sommer 2021 heiratete Hanna Sola den belarussischen Radrennfahrer Stanislau Baschkou, mit dem sie 2022 eine Tochter bekam.

## Statistik

### Weltcup

#### Weltcupsiege
| Nr. | Datum         | Ort        | Disziplin |
| --- | ------------- | ---------- | --------- |
| 1.  | 10. Dez. 2021 | Hochfilzen | Sprint    |

#### Platzierungen im Biathlon-Weltcup
Die Tabelle zeigt alle Platzierungen (je nach Austragungsjahr einschließlich Olympische Spiele und Weltmeisterschaften).
- 1.–3. Platz: Anzahl der Podiumsplatzierungen
- Top 10: Anzahl der Platzierungen unter den ersten zehn (einschließlich Podium)
- Punkteränge: Anzahl der Platzierungen innerhalb der Punkteränge (einschließlich Podium und Top 10)
- Starts: Anzahl gelaufener Rennen in der jeweiligen Disziplin
- Staffel: inklusive Mixed- und Single-Mixed-Staffeln

| Platzierung               | Einzel | Sprint | Verfolgung | Massenstart | Staffel | Gesamt |
| ------------------------- | ------ | ------ | ---------- | ----------- | ------- | ------ |
| 1. Platz                  |        | 1      |            |             |         | 1      |
| 2. Platz                  |        | 1      | 1          |             | 4       | 6      |
| 3. Platz                  |        | 2      | 1          |             |         | 3      |
| Top 10                    |        | 7      | 3          | 1           | 18      | 29     |
| Punkteränge               | 3      | 17     | 13         | 5           | 33      | 71     |
| Starts                    | 9      | 35     | 16         | 5           | 33      | 98     |
| Stand: Saisonende 2021/22 |        |        |            |             |         |        |

### Olympische Winterspiele
|                                        | Einzelwettbewerbe | Einzelwettbewerbe | Einzelwettbewerbe | Einzelwettbewerbe | Staffelwettbewerbe | Staffelwettbewerbe |
| Einzel                                 | Sprint            | Verfolgung        | Massenstart       | Damenstaffel      | Mixed-Staffel      |                    |
| -------------------------------------- | ----------------- | ----------------- | ----------------- | ----------------- | ------------------ | ------------------ |
| Olympische Winterspiele 2022 \| Peking | 54.               | 26.               | 4.                | 10.               | 13.                | 6.                 |

### Weltmeisterschaften
|                                             | Einzelwettbewerbe | Einzelwettbewerbe | Einzelwettbewerbe | Einzelwettbewerbe | Staffelwettbewerbe | Staffelwettbewerbe | Staffelwettbewerbe |
| Einzel                                      | Sprint            | Verfolgung        | Massenstart       | Damenstaffel      | Mixedstaffel       | S.-M.-Staffel      |                    |
| ------------------------------------------- | ----------------- | ----------------- | ----------------- | ----------------- | ------------------ | ------------------ | ------------------ |
| Biathlon-Weltmeisterschaften 2016 Oslo      | –                 | 77.               | –                 | –                 | –                  | –                  |                    |
| Biathlon-Weltmeisterschaften 2019 Östersund | –                 | –                 | –                 | –                 | –                  | 13.                | 16.                |
| Biathlon-Weltmeisterschaften 2020 Antholz   | 50.               | 84.               | –                 | –                 | 13.                | –                  | 15.                |
| Biathlon-Weltmeisterschaften 2021 Pokljuka  | 70.               | 3.                | 26.               | 30.               | 4.                 | –                  | –                  |